# Hydrochoria

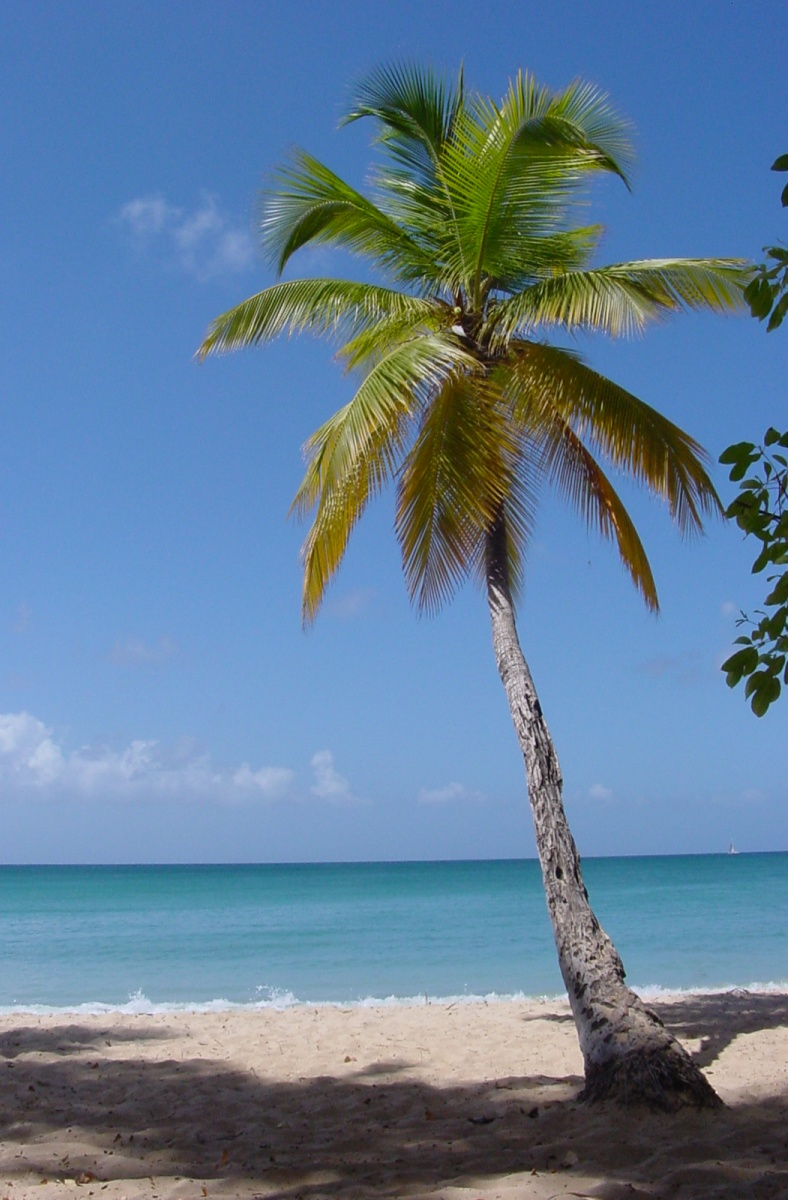
Hydrochoria umożliwiła rozprzestrzenienie się palmy kokosowej na wyspach odległych nawet o tysiące kilometrów

Hydrochoria (wodosiewność) – jeden ze sposobów rozprzestrzeniania się nasion roślin i zarodników. Występuje często u roślin wodnych i błotnych (glony, kosaciec, olsza, grążel żółty i inne). Rzadziej u roślin rosnących na mniej wilgotnych stanowiskach np. u mchów, rozchodnika, wiesiołka. Wtedy zarodniki lub nasiona rozsiewane są dzięki deszczowi (deszczosiewność) lub wody ze zbiorników wodnych. Wśród roślin wybitnie lądowych hydrochoria występuje np. u palm, umożliwiając rozsiewanie się nasion palmy kokosowej i palmy seszelskiej na nawet bardzo odległe stanowiska (np. wyspy).
Nasiona i owoce posiadają w swojej budowie specjalne przystosowania do hydrochorii. Przed nasiąkaniem wodą zabezpieczone są grubą łupiną nasienną lub woskowym nalotem. Unoszenie się na wodzie dużych nawet i ciężkich owoców umożliwia specjalna tkanka – miękisz powietrzny. Niektóre diaspory unoszone są dzięki pokryciu ich tłuszczem lżejszym od wody. Niektóre owoce posiadają na okrywie specjalne włoski lub łuski, (tzw. miotacze deszczowe), które umożliwiają otwarcie się owocu podczas deszczu i wyrzucenie nasion. 

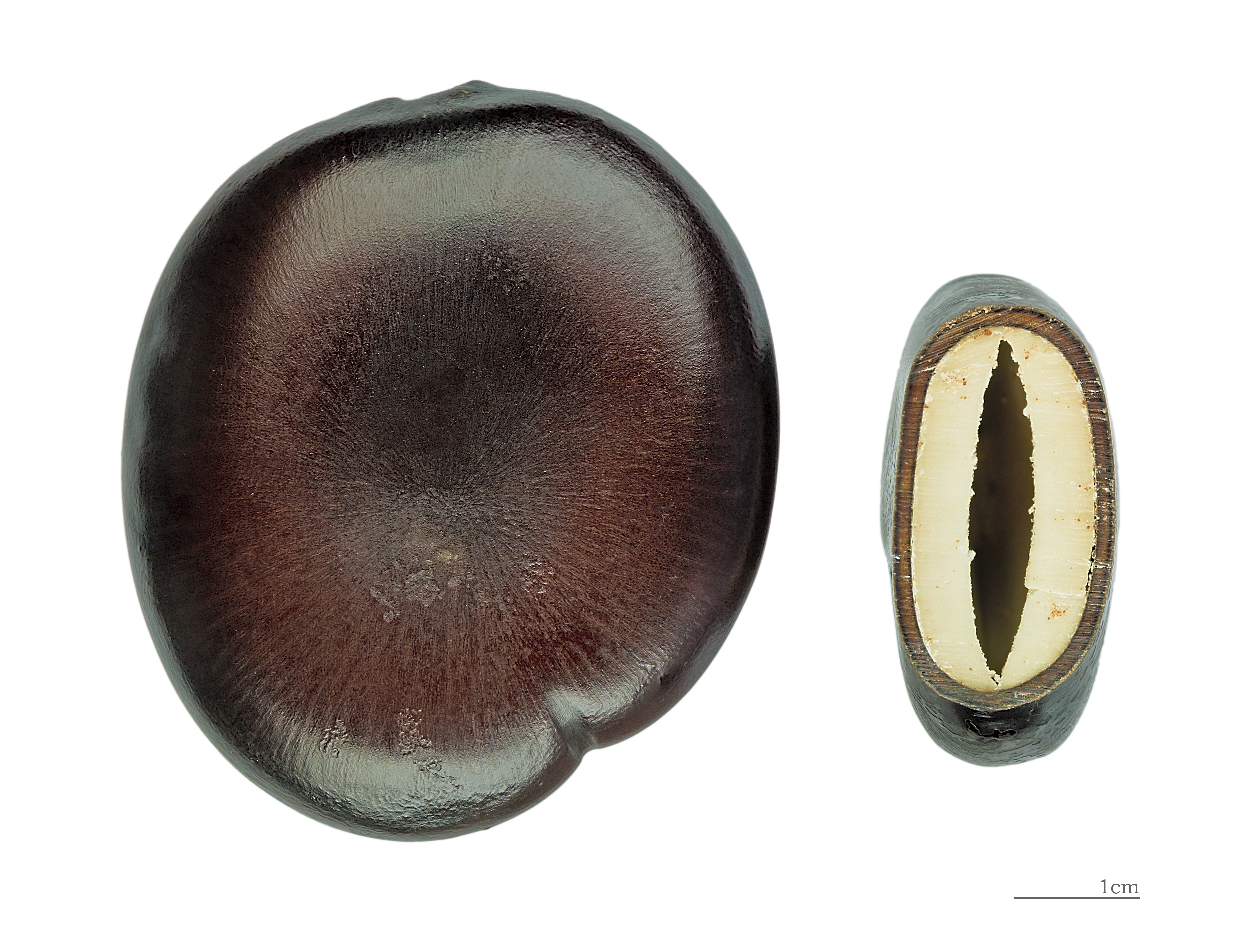
Nasiona Entada phaseoloides. Komora powietrzna umożliwia im dryfowanie na powierzchni wody.
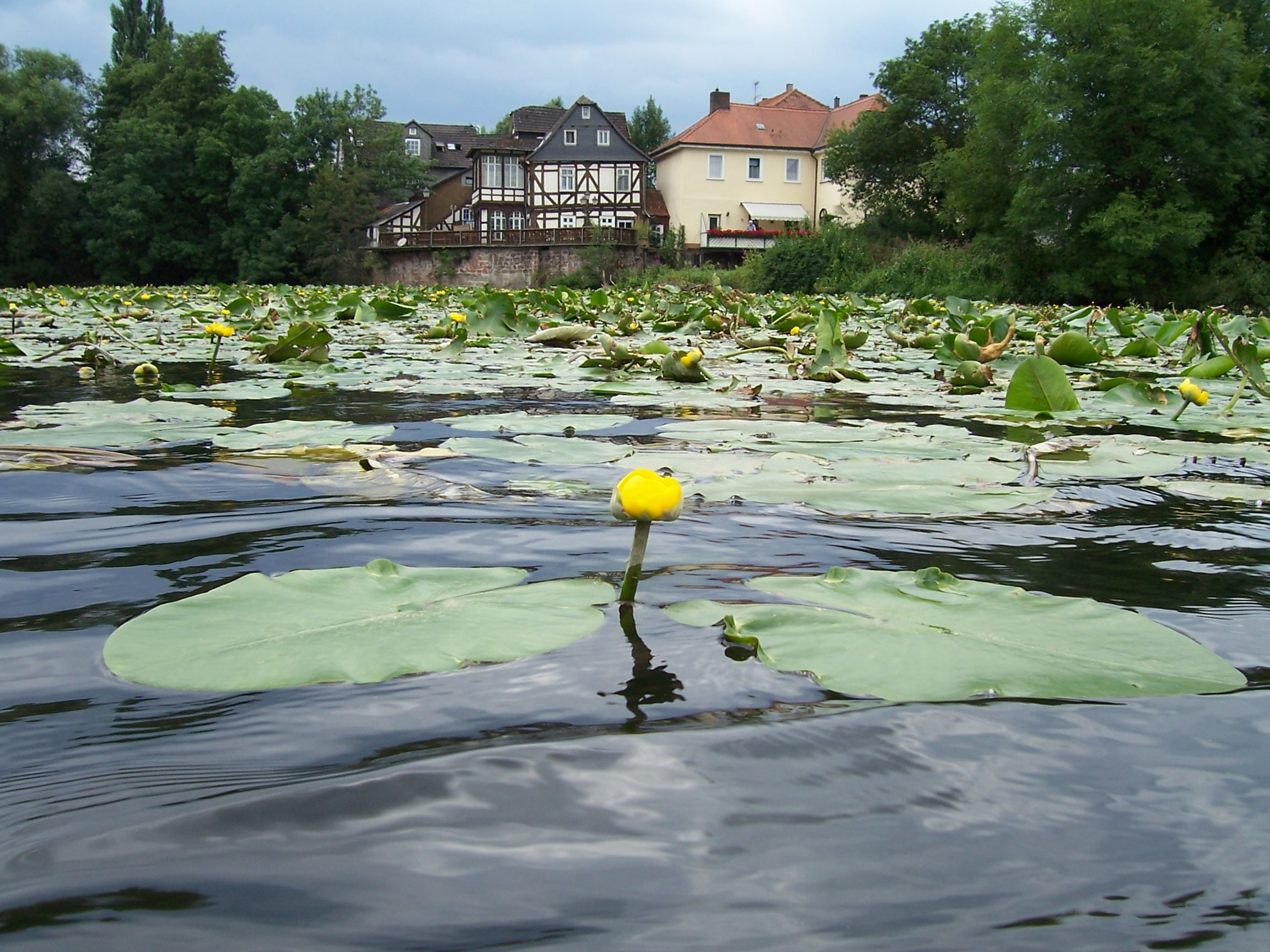
Wśród roślin z polskiej flory hydrochoria występuje np. u grążela żółtego.